# Safareig de la Séquia
El Safareig de la Séquia és una obra de Cervera (Segarra) protegida com a Bé Cultural d'Interès Local.

## Descripció
Obra hidràulica que condueix l'aigua des de Sant Pere dels Arquells fins a diferents indrets de l'horta de Cervera. En algunes parts, on es transforma en elements merament funcionals, és revestida de pedra i morter. Els més importants del seu recorregut són: el safareig a la zona de Vergós i el safareig abeurador del veïnat de Sant Francesc de Cervera.